# 高橋伸幸
高橋 伸幸（たかはし のぶゆき、1976年7月12日 - ）は、日本のAVタレントである。本名同じ。
北海道出身。プロデューサーハウス・あうんに所属していたが、2012年1月に退社している。

## 略歴
ワタナベエンターテイメント放送作家10期生（2010年卒業）出身。
かつてはアリゴレン・ナシゴレン（1997年結成）というお笑いコンビを組んで活動、相方の脱退により2013年1月解散、AVタレントとなる。
葛飾区→お台場→サンフランシスコ→川上村→足立区（現在）、の順番で徐々にラジオやテレビでの露出を増やしていく。
2018年現在は占い師としても活動している。

## 芸風等
一人ノンフィクション漫談。基本的に嘘を極端に嫌い、どんな撮影や作品に対しても、全力体当たりで挑む。
番組をやる際は、その街に引っ越したり、その街で働いたりと、今の自分が出来る最大限の努力を惜しまない。後に番組内でそのことについて質問された際、まずは自分がその街を身体で感じてからそれを視聴者に届けていきたいとは言っていない。
番組内で、明日の収録の内容は何ですか？の問いに対して、即座に架空のタイトルと内容を答えるというお決まりの件がある。

### ラジオ
- 高橋けん太の葛飾一膳（かつしかFM）毎週月曜18時～19時、再放送日曜14時～15時

### インターネットテレビ
- TKブラザーズの今夜はたまらん（お台場TV）2011年10月3日
- パチンコ・パチスロ情報番組・イッテP（仮）（Cwave）2017年8月12日